# Giải bóng đá Các đội mạnh Toàn quốc 1991
Giải bóng đá Các đội mạnh Toàn quốc 1991 là mùa giải thứ 10 của giải đấu bóng đá hạng cao nhất Việt Nam và là mùa giải thứ hai với tên gọi Giải bóng đá Các đội mạnh Toàn quốc. Mùa giải khởi tranh vào ngày 7 tháng 4 và kết thúc vào ngày 9 tháng 6 năm 1991 với 19 đội bóng tham dự, mặc dù đã có một số luồng dư luận về việc không nên tổ chức mùa giải này sau những sự cố tại mùa giải năm ngoái. Các đội bóng thi đấu qua hai giai đoạn, gồm một vòng bảng và một vòng loại trực tiếp để chọn ra đội vô địch và ba đội bóng xuống hạng A1 mùa giải năm sau.
Kết thúc giải đấu, Hải Quan đã giành được chức vô địch lần đầu tiên sau khi vượt qua Quảng Nam – Đà Nẵng. Công an Thanh Hóa là đội phải xuống hạng sau vòng tranh suất trụ hạng với 4 đội, cùng với Thanh niên Hà Nội và Công nhân Quảng Ninh đã nộp đơn xin xuống hạng từ trước đó.  

## Thay đổi đội bóng
| Thăng hạng từ giải A1 toàn quốc 1990 - Công an Thành phố Hồ Chí Minh - Công nhân Quảng Ninh (đổi tên từ Than Quảng Ninh) | Xuống hạng đến giải A1 toàn quốc 1991 - Không có (cả 4 đội dự kiến xuống hạng mùa trước được giữ lại ở giải Đội mạnh) |

## Thể thức thi đấu
Cấu trúc giải đấu như sau:
- Vòng bảng: 19 đội bóng được chia làm ba bảng, gồm hai bảng 6 đội và một bảng 7 đội. Các đội trong mỗi bảng thi đấu vòng tròn hai lượt, chọn ra hai đội đứng đầu mỗi bảng cùng hai đội xếp thứ ba có thành tích tốt nhất lọt vào vòng loại trực tiếp.
- Vòng đấu loại trực tiếp: 8 đội bóng được bắt cặp, thi đấu vòng tứ kết theo thể thức hai lượt trận. Bốn đội chiến thắng lọt vào vòng bán kết với thể thức một lượt để chọn ra hai đội thắng tranh chức vô địch.
- Tranh suất trụ hạng: Theo thể thức ban đầu, sáu đội xếp cuối ở cả ba bảng thi đấu với nhau để xác định 3 đội xuống hạng A1. Tuy nhiên, do đã có hai đội nộp đơn xin xuống hạng trước đó, nên 4 đội còn lại được chia thành hai cặp đấu; hai đội thua thi đấu trận thứ ba để xác định một đội phải xuống hạng.

## Vòng bảng
Trong các bảng dưới đây, kết quả của hai lượt trận cuối cùng của mỗi bảng vẫn chưa được xác định.

### Bảng A
| VT | Đội                           | ST | T | H | B | BT | BB | HS | Đ  | Giành quyền tham dự hoặc xuống hạng |
| -- | ----------------------------- | -- | - | - | - | -- | -- | -- | -- | ----------------------------------- |
| 1  | Công an Hải Phòng             | 10 | 4 | 5 | 1 | 9  | 5  | +4 | 11 | Lọt vào vòng đấu loại trực tiếp     |
| 2  | Công an Thành phố Hồ Chí Minh | 10 | 4 | 3 | 3 | 14 | 11 | +3 | 11 | Lọt vào vòng đấu loại trực tiếp     |
| 3  | An Giang                      | 10 | 4 | 5 | 1 | 5  | 2  | +3 | 11 | Lọt vào vòng đấu loại trực tiếp     |
| 4  | Bình Định                     | 10 | 3 | 3 | 4 | 6  | 6  | 0  | 9  |                                     |
| 5  | Long An                       | 10 | 3 | 4 | 3 | 9  | 10 | −1 | 9  | Lọt vào vòng tranh suất trụ hạng    |
| 6  | Thanh niên Hà Nội             | 10 | 1 | 2 | 7 | 5  | 14 | −9 | 4  | Xin xuống hạng A1                   |

| Ngày                          | Đội               | Tỷ số                         | Đội                           | Sân |
|                               | An Giang          | 0–0                           | Công an Thành phố Hồ Chí Minh |     |
| Công an Hải Phòng             | 2–1               | Thanh niên Hà Nội             |                               |     |
| Bình Định                     | 1–0               | Long An                       |                               |     |
|                               | Công an Hải Phòng | 0–0                           | Bình Định                     |     |
| Công an Thành phố Hồ Chí Minh | 0–0               | Thanh niên Hà Nội             |                               |     |
| An Giang                      | 1–0               | Long An                       |                               |     |
|                               | Công an Hải Phòng | 2–1                           | Công an Thành phố Hồ Chí Minh |     |
| An Giang                      | 0–0               | Bình Định                     |                               |     |
| Long An                       | 2–1               | Thanh niên Hà Nội             |                               |     |
|                               | Công an Hải Phòng | 1–0                           | An Giang                      |     |
| Thanh niên Hà Nội             | 0–2               | Bình Định                     |                               |     |
| Long An                       | 1–1               | Công an Thành phố Hồ Chí Minh |                               |     |
|                               | Công an Hải Phòng | 0–0                           | Long An                       |     |
| Thanh niên Hà Nội             | 0–1               | An Giang                      |                               |     |
| Bình Định                     | 0–2               | Công an Thành phố Hồ Chí Minh |                               |     |
|                               | An Giang          | 2–1                           | Công an Thành phố Hồ Chí Minh |     |
| Thanh niên Hà Nội             | 1–0               | Bình Định                     |                               |     |
| Long An                       | 1–1               | Công an Hải Phòng             |                               |     |
|                               | Long An           | 3–2                           | Công an Thành phố Hồ Chí Minh |     |
| Thanh niên Hà Nội             | 0–0               | An Giang                      |                               |     |
| Công an Hải Phòng             | 0–0               | Bình Định                     |                               |     |
|                               | An Giang          | 0–0                           | Long An                       |     |
| Công an Thành phố Hồ Chí Minh | 2–1               | Bình Định                     |                               |     |
| Công an Hải Phòng             | 2–0               | Thanh niên Hà Nội             |                               |     |

### Bảng B
| VT | Đội                | ST | T | H | B | BT | BB | HS  | Đ  | Giành quyền tham dự              |
| -- | ------------------ | -- | - | - | - | -- | -- | --- | -- | -------------------------------- |
| 1  | Cảng Sài Gòn       | 12 | 8 | 3 | 1 | 21 | 9  | +12 | 19 | Lọt vào vòng đấu loại trực tiếp  |
| 2  | Tiền Giang         | 12 | 5 | 2 | 5 | 11 | 10 | +1  | 12 | Lọt vào vòng đấu loại trực tiếp  |
| 3  | Điện Hải Phòng     | 12 | 4 | 5 | 3 | 9  | 6  | +3  | 11 | Lọt vào vòng đấu loại trực tiếp  |
| 4  | Công an Hà Nội     | 12 | 3 | 6 | 3 | 10 | 11 | −1  | 9  |                                  |
| 5  | Đường sắt Việt Nam | 12 | 3 | 5 | 4 | 8  | 13 | −5  | 9  |                                  |
| 6  | Lâm Đồng           | 12 | 3 | 3 | 6 | 13 | 19 | −6  | 9  | Lọt vào vòng tranh suất trụ hạng |
| 7  | Sông Lam Nghệ Tĩnh | 12 | 1 | 6 | 5 | 5  | 9  | −4  | 5  | Lọt vào vòng tranh suất trụ hạng |

| Ngày               | Đội                | Tỷ số              | Đội                | Sân |
|                    | Công an Hà Nội     | 0–0                | Sông Lam Nghệ Tĩnh |     |
| Tiền Giang         | 1–0                | Lâm Đồng           |                    |     |
| Cảng Sài Gòn       | 1–0                | Điện Hải Phòng     |                    |     |
|                    | Công an Hà Nội     | 1–1                | Đường sắt Việt Nam |     |
| Tiền Giang         | 0–2                | Điện Hải Phòng     |                    |     |
| Lâm Đồng           | 0–0                | Sông Lam Nghệ Tĩnh |                    |     |
|                    | Tiền Giang         | 0–1                | Cảng Sài Gòn       |     |
| Lâm Đồng           | 2–1                | Đường sắt Việt Nam |                    |     |
| Sông Lam Nghệ Tĩnh | 0–1                | Điện Hải Phòng     |                    |     |
|                    | Lâm Đồng           | 1–2                | Công an Hà Nội     |     |
| Sông Lam Nghệ Tĩnh | 1–1                | Cảng Sài Gòn       |                    |     |
| Điện Hải Phòng     | 0–0                | Đường sắt Việt Nam |                    |     |
|                    | Sông Lam Nghệ Tĩnh | 1–1                | Tiền Giang         |     |
| Điện Hải Phòng     | 0–0                | Công an Hà Nội     |                    |     |
| Cảng Sài Gòn       | 3–0                | Đường sắt Việt Nam |                    |     |
|                    | Điện Hải Phòng     | 1–1                | Lâm Đồng           |     |
| Đường sắt Việt Nam | 0–1                | Tiền Giang         |                    |     |
| Cảng Sài Gòn       | 1–0                | Công an Hà Nội     |                    |     |
|                    | Đường sắt Việt Nam | 1–0                | Sông Lam Nghệ Tĩnh |     |
| Cảng Sài Gòn       | 1–0                | Lâm Đồng           |                    |     |
| Công an Hà Nội     | 1–1                | Tiền Giang         |                    |     |
|                    | Lâm Đồng           | 2–1                | Sông Lam Nghệ Tĩnh |     |
| Đường sắt Việt Nam | 2–2                | Công an Hà Nội     |                    |     |
| Cảng Sài Gòn       | 1–1                | Điện Hải Phòng     |                    |     |
|                    | Cảng Sài Gòn       | 3–1                | Công an Hà Nội     |     |
| Tiền Giang         | 2–0                | Lâm Đồng           |                    |     |
| Sông Lam Nghệ Tĩnh | 0–0                | Đường sắt Việt Nam |                    |     |
|                    | Sông Lam Nghệ Tĩnh | 2–0                | Cảng Sài Gòn       |     |
| Điện Hải Phòng     | 1–0                | Công an Hà Nội     |                    |     |
| Đường sắt Việt Nam | 1–0                | Tiền Giang         |                    |     |
|                    | Cảng Sài Gòn       | 4–2                | Tiền Giang         |     |
| Sông Lam Nghệ Tĩnh | 0–0                | Điện Hải Phòng     |                    |     |
| Đường sắt Việt Nam | 2–1                | Lâm Đồng           |                    |     |
|                    | Cảng Sài Gòn       | 4– 1               | Lâm Đồng           |     |
| Công an Hà Nội     | 1–0                | Sông Lam Nghệ Tĩnh |                    |     |
| Tiền Giang         | 1–0                | Điện Hải Phòng     |                    |     |

### Bảng C
| VT | Đội                  | ST | T | H | B | BT | BB | HS  | Đ  | Giành quyền tham dự hoặc xuống hạng |
| -- | -------------------- | -- | - | - | - | -- | -- | --- | -- | ----------------------------------- |
| 1  | Quảng Nam – Đà Nẵng  | 10 | 5 | 3 | 2 | 12 | 4  | +8  | 13 | Lọt vào vòng đấu loại trực tiếp     |
| 2  | Hải Quan             | 10 | 5 | 3 | 2 | 15 | 11 | +4  | 13 | Lọt vào vòng đấu loại trực tiếp     |
| 3  | Câu lạc bộ Quân đội  | 10 | 3 | 5 | 2 | 11 | 9  | +2  | 9  | Lọt vào vòng đấu loại trực tiếp     |
| 4  | Đồng Tháp            | 10 | 2 | 6 | 2 | 7  | 5  | +2  | 7  |                                     |
| 5  | Công nhân Quảng Ninh | 10 | 2 | 5 | 3 | 8  | 10 | −2  | 7  | Xin xuống hạng A1                   |
| 6  | Công an Thanh Hóa    | 10 | 1 | 2 | 7 | 5  | 19 | −14 | 4  | Lọt vào vòng tranh suất trụ hạng    |

| Ngày                | Đội                  | Tỷ số                | Đội                  | Sân |
|                     | Câu lạc bộ Quân đội  | 3–2                  | Công nhân Quảng Ninh |     |
| Quảng Nam – Đà Nẵng | 0–0                  | Đồng Tháp            |                      |     |
| Hải Quan            | 2–1                  | Công an Thanh Hóa    |                      |     |
|                     | Công nhân Quảng Ninh | 0–0                  | Đồng Tháp            |     |
| Hải Quan            | 1–0                  | Câu lạc bộ Quân đội  |                      |     |
| Công an Thanh Hóa   | 0–1                  | Quảng Nam – Đà Nẵng  |                      |     |
|                     | Hải Quan             | 3–3                  | Công nhân Quảng Ninh |     |
| Công an Thanh Hóa   | 1–0                  | Đồng Tháp            |                      |     |
| Quảng Nam – Đà Nẵng | 1–1                  | Câu lạc bộ Quân đội  |                      |     |
|                     | Công nhân Quảng Ninh | 0–0                  | Công an Thanh Hóa    |     |
| Câu lạc bộ Quân đội | 0–0                  | Đồng Tháp            |                      |     |
| Quảng Nam – Đà Nẵng | 4–1                  | Hải Quan             |                      |     |
|                     | Công nhân Quảng Ninh | 0–1                  | Quảng Nam – Đà Nẵng  |     |
| Câu lạc bộ Quân đội | 1–1                  | Công an Thanh Hóa    |                      |     |
| Hải Quan            | 1–0                  | Đồng Tháp            |                      |     |
|                     | Quảng Nam – Đà Nẵng  | 3–0                  | Công an Thanh Hóa    |     |
| Câu lạc bộ Quân đội | 1–1                  | Công nhân Quảng Ninh |                      |     |
| Đồng Tháp           | 1–1                  | Hải Quan             |                      |     |
|                     | Đồng Tháp            | 1–0                  | Quảng Nam – Đà Nẵng  |     |
| Câu lạc bộ Quân đội | 3–0                  | Công an Thanh Hóa    |                      |     |
| Hải Quan            | 2–0                  | Công nhân Quảng Ninh |                      |     |
|                     | Công nhân Quảng Ninh | 1–0                  | Công an Thanh Hóa    |     |
| Câu lạc bộ Quân đội | 1–1                  | Đồng Tháp            |                      |     |
| Quảng Nam – Đà Nẵng | 0–0                  | Hải Quan             |                      |     |

## Vòng đấu loại trực tiếp

### Tứ kết
| Đội 1               | TTS | Đội 2                         | Lượt đi | Lượt về |
| ------------------- | --- | ----------------------------- | ------- | ------- |
| Quảng Nam – Đà Nẵng | 6–0 | Tiền Giang                    | 2–0     | 4–0     |
| Công an Hải Phòng   | 3–1 | Điện Hải Phòng                | 1–0     | 2–1     |
| An Giang            | 2–3 | Hải Quan                      | 2–1     | 0–2     |
| Cảng Sài Gòn        | 3–1 | Công an Thành phố Hồ Chí Minh | 3–1     | 0–0     |

### Bán kết
| Công an Hải Phòng | 2–2, 8–9 (p) | Hải Quan |

| Quảng Nam – Đà Nẵng | 2–1 | Cảng Sài Gòn |

### Chung kết
| Hải Quan | 2–2, 3–2 (p) | Quảng Nam – Đà Nẵng |

| Vô địch Giải bóng đá Các đội mạnh Toàn quốc 1991 |
| ------------------------------------------------ |
| Hải Quan Lần thứ nhất                            |

## Tranh suất trụ hạng
Sáu đội đứng cuối ba bảng ở vòng bảng thi đấu để xác định ba đội xuống hạng. Tuy nhiên, hai đội Thanh niên Hà Nội và Công nhân Quảng Ninh đã nộp đơn xin tự xuống hạng từ trước nên chỉ còn 4 đội bóng, được chia làm hai cặp. Hai đội thua ở hai cặp đấu sẽ gặp nhau trong trận thứ ba để xác định đội cuối cùng xuống hạng.
| Sông Lam Nghệ Tĩnh | 1–1, 4–3 (p) | Long An |

| Lâm Đồng | 3–1 | Công an Thanh Hóa |

| Long An | 2–1 | Công an Thanh Hóa |